# Eggern
Eggern är en ort och kommun  i Österrike. Den ligger i distriktet Gmünd i förbundslandet Niederösterreich, 120 km nordväst om huvudstaden Wien.
Kommunen består av tre orter (Ortschaften) (inom parentes invånarantal 1 januari 2024):
- Eggern (480)
- Reinberg-Heidenreichstein (97)
- Reinberg-Litschau (101)